# 寺田為三
寺田 為三（てらだ ためぞう、1936年〈昭和11年〉11月29日 - ）は、日本の政治家。元大阪府高石市長（3期）。

## 来歴
大阪府出身。大阪市立大学法学部卒業。卒業後は泉北郡高石町（現・高石市）役場に入り、助役などを務める。1991年の高石市長選挙に立候補し、初当選。1995年に再選。1999年に三選を果たした。
在任中、平成の大合併による堺市との合併を打ち出し、2003年の市長選挙の公約に掲げたが、対立候補で合併に反対の元高石市議の阪口伸六に半数近い得票で敗れ、同時に行われた住民投票でも、合併反対が全得票数の74%を占め、堺市との合併は白紙となった。